# New York, Westchester and Boston Railroad Administration Building
 (juin 2020).
Le New York, Westchester et Boston Railroad Administration Building est un immeuble de bureaux historique et une gare ferroviaire situé dans le Bronx, à New York. Il a été construit en 1912 par le New York, Westchester et Boston Railway en béton et a une section centrale de trois étages flanquée de pavillons d'extrémité saillants de quatre étages. Il est fortement inspiré d'une villa florentine de la Renaissance, avec une loggia au niveau de la rue, qui constitue l'entrée de la station East 180th Street du métro de New York .
Il a été désigné monument de la ville de New York en 1976 et a été inscrit au registre national des lieux historiques en 1980. Il s'agit du seul bâtiment indépendant du Registre National qui sert d'entrée à une station de métro .
Les bureaux des étages supérieurs du bâtiment abritent des employés des divisions des opérations de transport rapide, des signaux et des structures de la New York Transit Authority .

## Rénovation

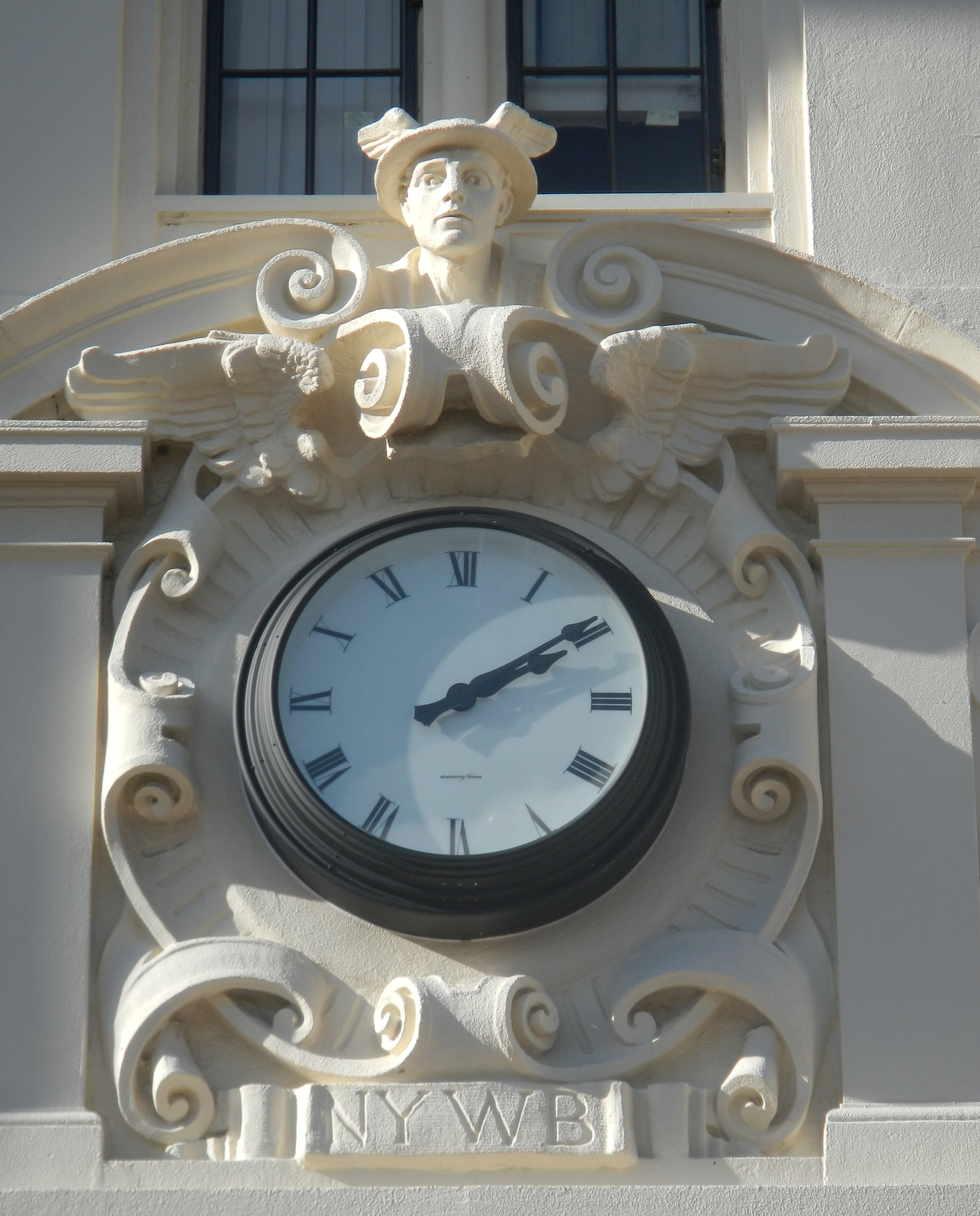
Mercure et l'horloge

L'architecte d'origine du bâtiment était Alfred T. Fellheimer, qui a également travaillé sur le Grand Central Terminal. Fellheimer l'a conçu pour ressembler à une villa italienne de la Renaissance .
La New York City Transit Authority a prévu un budget de 66,6 millions de dollars pour la rénovation de la structure en 2012. Luisa Caldwell a été chargée de fournir de nouvelles œuvres d'art . Dans le cadre du projet, un «passage humide entre le bâtiment administratif et les quais des passagers» a été transformé «en un couloir accueillant et lumineux» .
La rénovation a également restauré une horloge sous la figure de Mercure sur la façade du bâtiment .